# Адемір
Адемі́р Ма́ркес де Мене́зес (порт. Ademir Marques de Menezes; нар. 8 листопада 1922, Ресіфі — пом. 11 травня 1996, Ріо-де-Жанейро) — бразильський футболіст, гравець національної збірної, найкращий бомбардир Чемпіонату світу 1950 року (8 м'ячів).

## Клубна кар'єра
Прийшов у футбол у віці 14 років. Спершу виступав на юнацькому рівні в чемпіонаті штату Пернамбуку за команду «Спорт Ресіфі», де до ради директорів входив його батько Антоніо Родріґес, полковник у відставці. З командою у 1939, 1940 та 1941 роках Адемір ставав чемпіоном змагань. Серед інших футболістів юнак-мулат виділявся чудовою стартовою швидкістю й «реактивними» проривами з м'ячем, яких бразильці називали англійським словом «раш».
Разом зі збірною штату Пернамбуку, у 1942 році Адемір поїхав у турне по Бразилії. Під час мандрівки збірна зустрічалась у матчах з найсильнішими клубами країни. І на диво самих організаторів товариських зустрічей, у 16 іграх збірна штату здобула 10 перемог. Найбільш феєричним вийшов матч з клубом «Васко да Гама». На початку гри збірна штату Пернамбуку програвала 0:3, однак завдяки чотирьом голам Адеміра змогла перемогти з рахунком 5:4.
Після матчу власники переможеного клубу не могли надивуватися майстерністю нападника і того ж 1942 року Адемір перейшов до «Васко да Гама». Тоді він став першим бразильським футболістом, який отримав гроші за перехід до нової команди. У «Васко» він грав три роки і за цей час до своїх титулів додав ще одне звання чемпіона штату, але тепер вже не Пернамбуку, а Ріо. Цей титул команда здобула на вершині своєї популярності в 1945 році. У тому чемпіонаті «Васко» не програла жодного матчу.
У 1946-у Адемір на два роки перейшов до іншого клубу з Ріо-де-Жанейро — Фламенгу. І вже разом з ним став чемпіоном штату Ріо. Тоді нападник був справжнім лідером своєї команди, яка обігрувала завдяки його голам обох своїх головних конкурентів — і «Васко да Гама», і «Ботафогу».
А в 1948 році Адемір знову повернувся до «Васко да Гама» й грав тут до 1956-го, тобто до кінця своєї професійної футбольної кар'єри (наступного року він проведе кілька матчів у своїй першій команді — «Спорт Ресіфі» — але лише в ролі аматора). У складі команди він 1948 року ставав клубним чемпіоном Південної Америки, ще тричі вигравав чемпіонат штату Ріо, а в 1949 та 1950 роках ставав найкращим бомбардиром у чемпіонаті штату. На його рахунку було відповідно 30 і 25 голів.

## Збірна і чемпіонат світу
За національну збірну Адемір виступав з 1945 року. 21 січня він вперше вийшов у її футболці в матчі з Колумбією. Починав грати на позиції лівого нападника, а згодом тренер став використовувати його на позиції центрального форварда.
У 1949 році разом зі збірною Адемір став чемпіоном Південної Америки. Він вважався настільки небезпечним гравцем у ті часи, що команди-суперники були змушені для його нейтралізації залучати окремого центрального захисника.
Найбільшу славу нападник здобув на домашньому Чемпіонаті світу 1950 року, ставши найкращим бомбардиром турніру. Щоправда, завдячувати цьому він міг своїм колегам-захисникам, які віддавали чудові передачі. Нападнику залишалося тільки їх замикати. Та над голом у грі з іспанцями Адемір справді «попотів». У боротьбі з захисником Паррою він виборов собі контроль над м'ячем і раптово вдарив по воротах. Воротар Рамальєтс спробував врятувати свою збірну, але навіть не зумів торкнутися шкіряної кулі.
Попри звитяги, у головному, фінальному матчі, бразильці програли Уругваю 1:2. Поразка стала величезним горем для насленення всієї країни. Але відзначення Адеміра золотим бутсом все ж стало ложкою меду в бочці дьогтю. Гравець відзначався вмінням використовувати свої моменти, а його співвітчизник Діді порівнював з Адеміром француза Жюста Фонтена. Про обох нападників Діді говорив, що «це особи, які реалізовують дев'ять із десяти гольових моментів».
Найбільша популярність Адеміра у Бразилії припала на кінець 40-х — початок 50-х. Вона була настільки великою, що його іменем бразильці називали своїх новонароджених дітей. З таким іменем виріс і син бразильського захисника Домінґоса да Ґії. У 1974 році Адемір да Ґія брав участь у чемпіонаті світу.
Відомо, що під час чемпіонату світу 1950 року до тренера збірної Бразилії Флавіо Кости прибіг чоловік і став просити, аби той відпустив з табору Касадас-Педрас Адеміра на кілька годин. Чоловік пояснив, що його сину терміново потрібна операція. А на неї він не хоче погоджуватись, доки не побачить Адеміра. Флавіо Коста зробив виняток і відпустив свого нападника з табору бразильців, аби той зустрівся з впертим малим фанатом. Вочевидь, зустріч відіграла позитивну роль і операція пройшла цілком успішно.
Адемір готувався і до участі в чемпіонаті світу 1954 року. Та зіграти йому завадила травма. Після неї гравець вирішив завершити виступи за збірну. Останнім для нього став матч із Мексикою 15 березня 1953 року.

## Завершення кар'єри і післяфутбольне життя
У 1957 році Адемір повернувся до аматорського клубу «Спорт Ресіфі», в якому починав свою кар'єру. Тут він провів декілька ігор, але через погану форму був змушений зовсім припинити виступи.
До 1967-го Адемір пробував себе у тренерській діяльності, працював у клубі «Васко да Гама», але згодом почав працювати в журналістиці. Колишній футболіст дописував до газет Ріо-де-Жанейро, а також працював футбольним коментатором на «Радіо Мауа». Помер один з найкращих бразильських нападників 11 травня 1996 р. у віці 73-х років.

## Титули і досягнення
- Віце-чемпіон світу: 1950
- Чемпіон Південної Америки: 1949
- Срібний призер Чемпіонату Південної Америки: 1945, 1946, 1953
- Переможець Панамериканського чемпіонату: 1952